# Belvidere (Illinois)
Belvidere é uma cidade localizada no estado americano de Illinois, no Condado de Boone.

## Demografia
Segundo o censo americano de 2000, a sua população era de 20.820 habitantes. 
Em 2006, foi estimada uma população de 25.682, um aumento de 4862 (23.4%).

## Geografia
De acordo com o United States Census Bureau tem uma área de 
23,6 km², dos quais 23,5 km² cobertos por terra e 0,1 km² cobertos por água.

## Localidades na vizinhança
O diagrama seguinte representa as localidades num raio de 20 km ao redor de Belvidere. 